# Dicranomyia punctulatella
Dicranomyia punctulatella là một loài ruồi trong họ Limoniidae. Chúng phân bố ở miền Australasia.